# NGC 6035
NGC 6035 é uma galáxia espiral barrada (SBc) localizada na direcção da constelação de Hercules. Possui uma declinação de +20° 53' 27" e uma ascensão recta de 16 horas, 03 minutos e 24,1 segundos.
A galáxia NGC 6035 foi descoberta em 9 de Junho de 1880 por Édouard Jean-Marie Stephan.